# Kroumirie

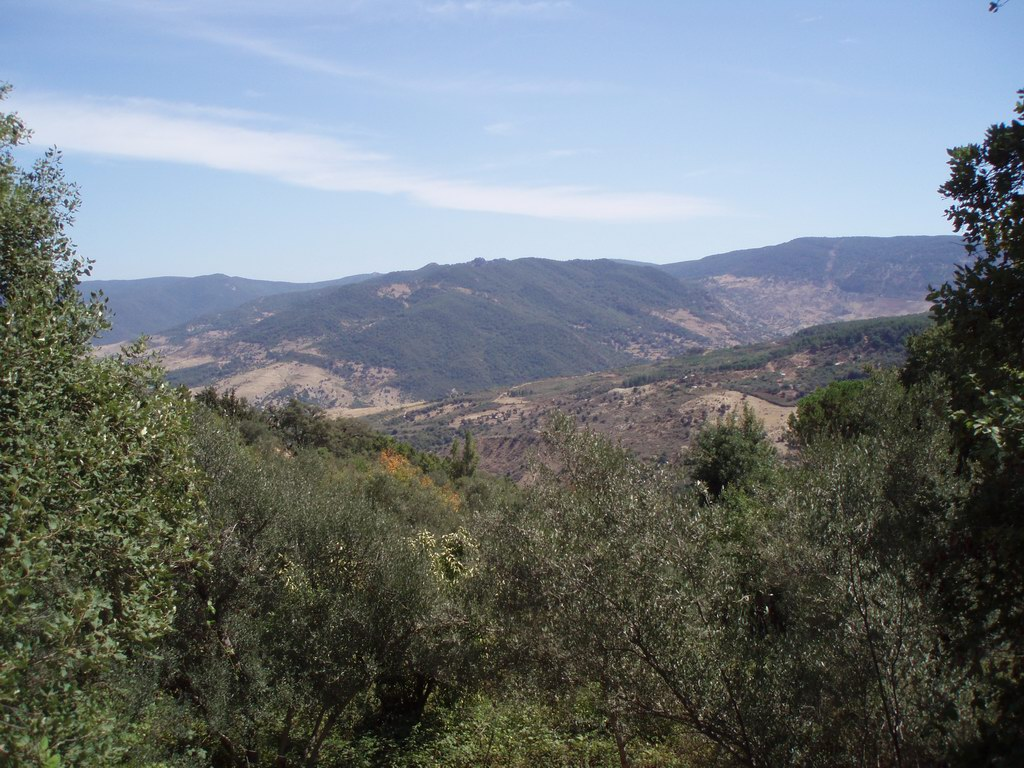
Paysage de Kroumirie (Tunisie).

La Kroumirie ou Khroumirie (arabe : جبال خمير) est une région montagneuse d'Afrique du Nord-Ouest qui couvre en grande partie les gouvernorats tunisiens de Jendouba et de Béja ainsi que, pour une moindre mesure, le gouvernorat de Bizerte et la wilaya d'El Tarf (Algérie).
La région tire son nom des Kroumirs, une confédération tribale arabe qui vit dans la région.

## Géographie
Elle est délimitée au nord par la mer Méditerranée, au sud par le cours de la Medjerda, à l'ouest par la région d'El Kala dans la wilaya algérienne d'El Tarf et à l'est par la région de Sejnane dans le gouvernorat de Bizerte.
La région est couverte de forêts extensives de chênes-lièges et de chênes zéens. Elle compte deux parcs nationaux où la faune, la flore et le milieu naturel sont protégés : le parc national d'El Feija dans le gouvernorat de Jendouba et le parc national d'El-Kala dans la wilaya d'El Tarf. Cela s'explique par le fait que la région est l'une des plus humides du Maghreb, avec une pluviométrie de 1 000 à 1 500 millimètres par an.

## Économie
La région dispose d'atouts agricoles en raison du taux de précipitation important. La pêche est également pratiquée depuis l'ancien port génois de Tabarka. Les organismes de développement de Tunisie font également la promotion du tourisme de randonnée en raison de sa richesse botanique et biologique ainsi que du thermalisme. Les villes d'Aïn Draham et Beni M'Tir figurent parmi les pôles de ce développement. La ville de Tabarka connaît également une émergence du tourisme, ce qui lui permet de mettre en avant sa culture et son patrimoine.

## Démographie

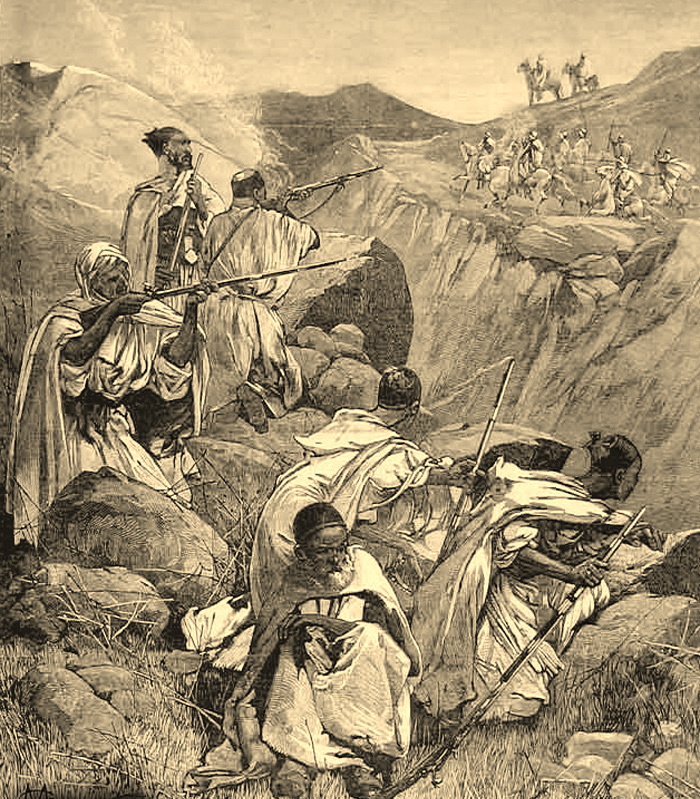
Soldats attaqués par des Kroumirs.

La région tire son nom des Kroumirs, une confédération tribale arabe qui vit dans la région. Elle se compose d'au moins 25 fractions.
En 1891, Lucien Bertholon donne plusieurs versions sur l'origine de cette population, en soulignant toutefois l'absence d'une tradition écrite à ce sujet. Ainsi, l'historien arabe Ibn Khaldoun (fin du XIVe siècle) la fait descendre d'Abdallah-el-Khoumiri, membre d'une tribu originaire d'Arabie arrivée en Afrique du Nord en 973 et dont les sept fils auraient constitué les fondateurs des Kroumirs actuels. Selon d'autres versions, datant de l'époque coloniale, la population serait issue des Chabid, une confédération religieuse arabe venue du Sud tunisien.
Jacques Taïeb, dans son article de l'Encyclopédie berbère consacré à la région, rapporte que les habitants déclarent descendre d'une tribu arabe, les Banû Khamr ou Khumayr, dont un représentant, Khumayr Ben ‘Umar, était un compagnon du conquérant de l'Ifriqiya, Oqba Ibn Nafi al-Fihri. Il juge cette tradition plausible.